# Liste der Monuments historiques in Belfahy
Die Liste der Monuments historiques in Belfahy führt die Monuments historiques in der französischen Gemeinde Belfahy auf.

## Liste der Objekte
| Bezeichnung | Beschreibung                                                         | Standort                        | Kennzeichnung | Schutzstatus | Datum | Bild |
| ----------- | -------------------------------------------------------------------- | ------------------------------- | ------------- | ------------ | ----- | ---- |
| Hauptaltar  | Retabel; Holz, farbig gefasst und vergoldet, 18. und 19. Jahrhundert | in der Kirche St-Nicolas (Lage) | PM70002023    | Inscrit      | 2000  |      |